# Székelykeresztúri járás

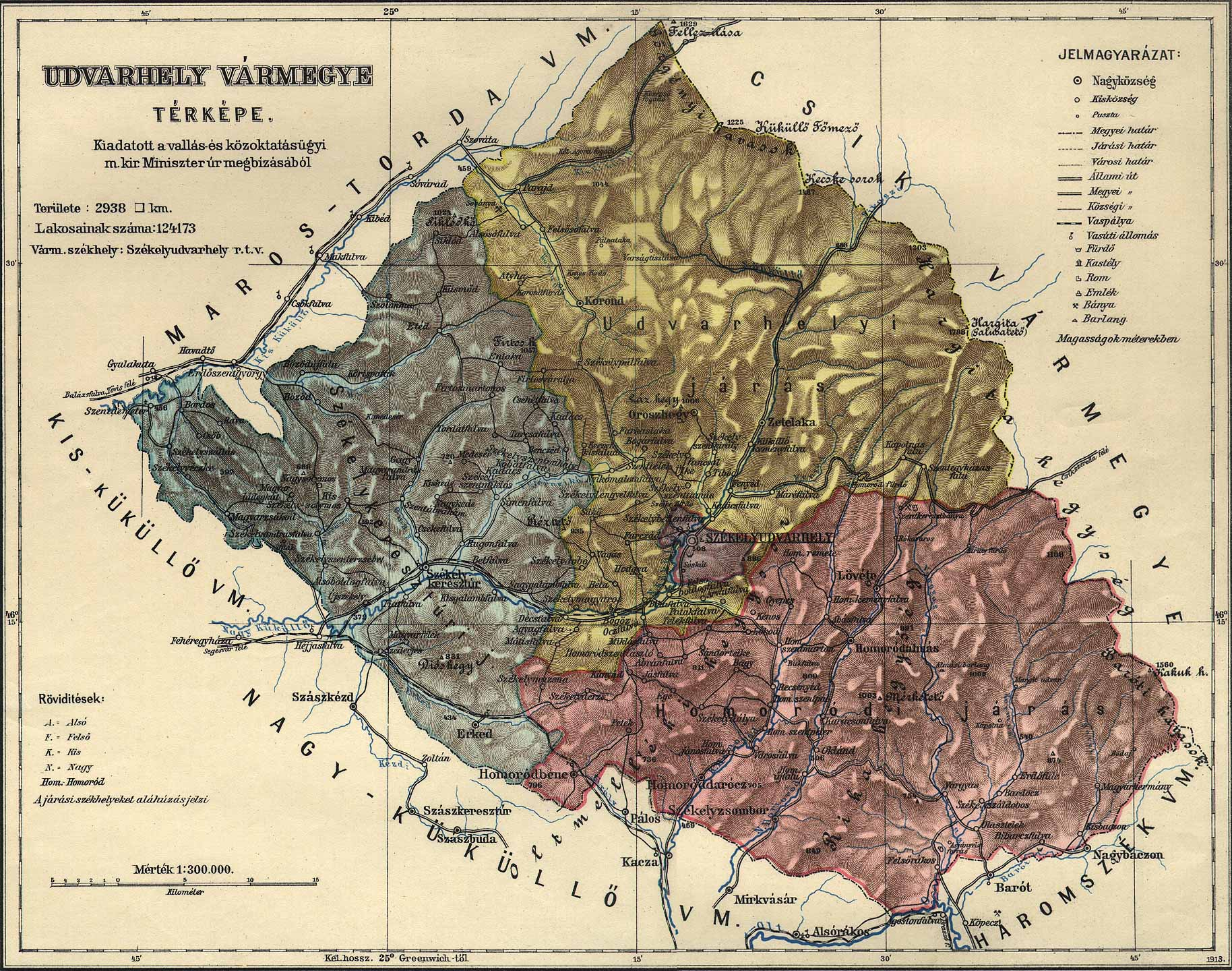
Udvarhely vármegye és járásai.

A Székelykeresztúri járás Udvarhely vármegye egyik járása volt 1876–1920, illetve 1940–1944 között. A járás központja Székelykeresztúr mezőváros volt. A terület ma a romániai Hargita megyében (kisebb részt Maros megyében) található.

## Földrajza
A Küküllőmenti-dombvidék keleti részén, a Nagy- és Kis-Küküllő között elterülő területi egység volt. Kistájai: Középső- és Alsó-Nyikómente, Keresztúr vidéke (a Nagy-Küküllő medencéje), Gagy mente, Solymosok vidéke, Etéd vidéke (a Küsmöd-patak völgye).

## Történelme
Az 1876-os nagy közigazgatási reform következtében létrejöttek a vármegyék, és ezen belül közigazgatási alegységként a járások. Ekkor alakult meg Udvarhely vármegye részeként a Székelykeresztúri járás is.

## Települései 1913-ban
- Alsóboldogfalva
- Bencéd
- Betfalva
- Bordos
- Bözöd
- Bözödújfalu
- Csehétfalva
- Csekefalva
- Csöb
- Énlaka
- Erked
- Etéd
- Fiatfalva
- Firtosmartonos
- Gagy
- Kadács (mára kettévált Kiskadácsra és Nagykadácsra)
- Kisgalambfalva
- Kiskede
- Kissolymos
- Kobátfalva
- Kőrispatak
- Magyarandrásfalva
- Magyarfelek
- Magyarhidegkút
- Magyarzsákod
- Medesér
- Nagygalambfalva
- Nagykede
- Nagysolymos
- Rava
- Rugonfalva
- Siménfalva
- Szederjes
- Székelyandrásfalva
- Székelyhidegkút
- Székelykeresztúr
- Székelyszállás
- Székelyszenterzsébet
- Székelyszentmihály
- Székelyszentmiklós
- Székelyvécke
- Szentábrahám
- Szentdemeter
- Tarcsafalva
- Tordátfalva
- Újszékely